# Нантикокский язык
Нантикокский язык (англ. Nanticoke language) — вымерший восточноалгонскинский язык. На нём говорили не только собственно нантикоки, но и чоптанки, ассатиги, а также, предположительно, пискатауэй и доги.
Последняя носительница нантикокского языка, Лидия Кларк, умерла в 1840-х годах. Сохранилось несколько кратких словарей. Один, объёмом 146 слов, был составлен моравским миссионером Джоном Хеквельдером в 1785 по итогам опроса одного из нантикокских вождей, жившего в Канаде. Другой список, из 300 слов, составил в 1792 году по распоряжению Томаса Джефферсона Уильям Вэнс Мюррей при помощи индейца из округа Дорчестер штата Мэриленд.
В 2007 году группа нантикоков из Миллсборо, штат Делавэр объявила о намерении возродить язык при помощи носителя родственного оджибве и словаря Мюррея.